# Jan Kratochvíl (malíř)
Jan Kratochvíl (30. července 1941, Praha – 25. července 1997 Olomouc) byl český malíř, sochař, dramatik a teoretik výtvarného umění.

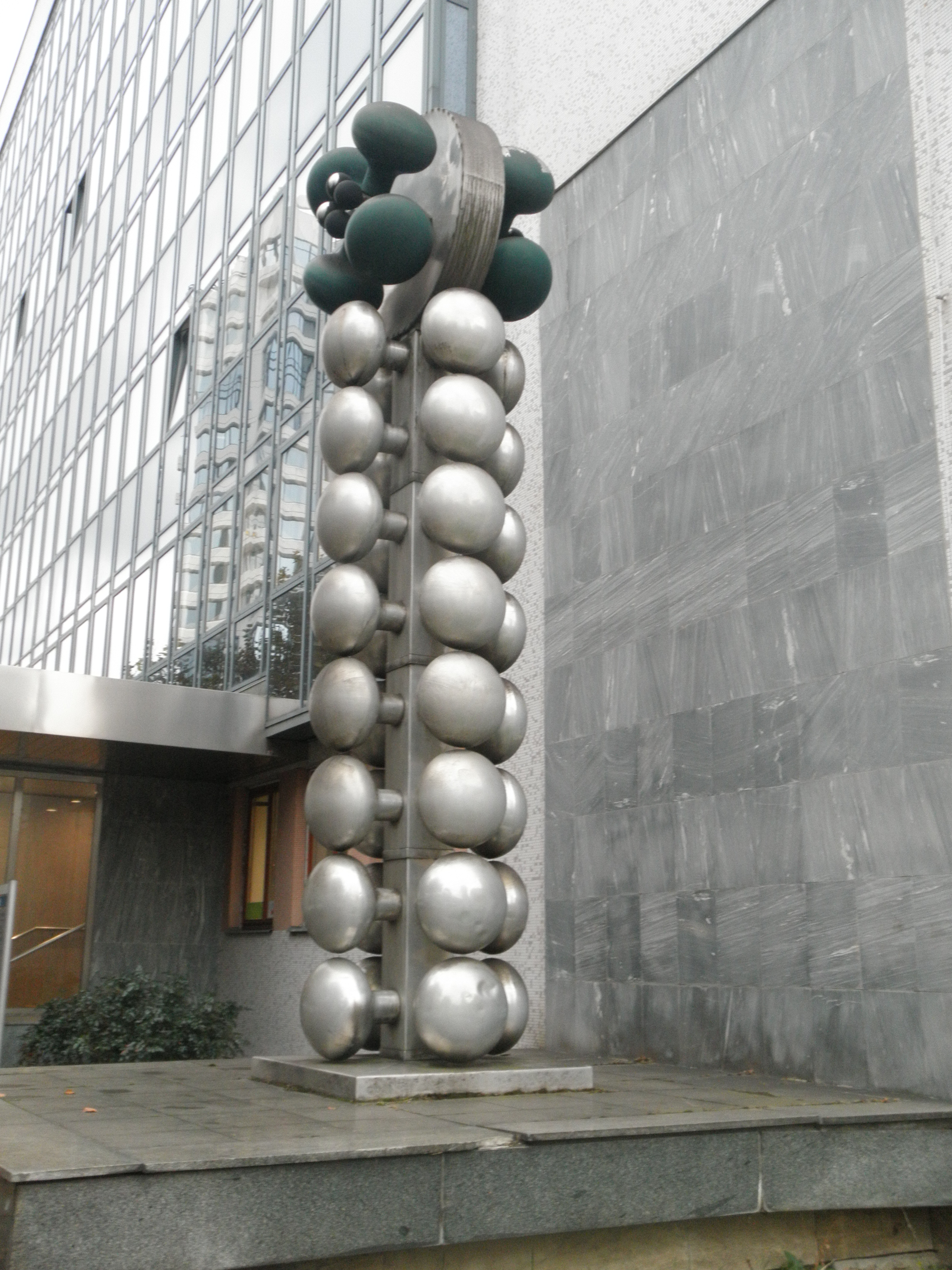
Hliníková plastika Zdraví z roku 1975-1979.

## Život
Narodil se v Praze v rodině katolického publicisty Jana Scheinosta. Maturoval 1959 na Uměleckoprůmyslové škole v Jablonci nad Nisou. Po vojenské službě pokračoval v letech 1962–1967 studiem na filosofické fakultě Palackého university v Olomouci, kde se aproboval v oborech výtvarná výchova a čeština. Po jejím absolvování působil na volné noze jako malíř, sochař a výtvarník. Těžiště jeho výtvarných prací spočívalo ve velkých olejových malbách s filosoficky pointovanými sociálními výjevy ze života polomytických homunkulů. Řadu let se ale také doplňkově věnoval skleněné plastice a průmyslovému designu osvětlovací techniky.
V mládí vyšel z podnětů surrealistické školy, patřil k skupině mladých umělců kolem Prokopa a Tomáše Voskovce, kteří tvořili mladší generační odřad básnického kruhu kolem Vratislava Effenbergera a Petra Krále. Během olomouckých studií výrazově dozrával v skupině mladých umělců jako Ivan (Robert) Theimer, Miloš Kuraš (Benjamin Kuras), Jiří Hůla a Pavel Bělíček. Od svých malířských vzorů Hanse Arpa a Mikoláše Medka se propracovával k budování vlastní mytologie trpasličího světa robotických homunkulů. Její přesvědčivost spočívala v optice boschovské fantaskní alegorie pohlížející se sarkastickým úsměvem na pozemský svět drobných lidiček.
Svou výtvarnou poetiku vyložil v básnickém eseji (Po)Kleslá mytologie (1966), kde se představil jako filosof groteskně deformovaného mytického nadreálna odrážejícího ze sarkastického nadhledu sociální panorama doby. Svým způsobem moderně mapoval boschovské theatrum mundi a groteskně jím nastavoval zrcadlo současné společnosti. Středobodem jeho konstrukce mytologického světa byl František Hogo, který si zakládal na egoistickém sebezbožnění svého Ego, ale zároveň se od něho kriticky distancoval sofistikovaným filosofickým egotismem, uvědoměním sounáležitosti „drobnými lidičkami“, trpasličími homulkuly z rodu Homo sapiens. Zosobňoval mu ideál antropomorfního universalismu zdůrazňující malost všelidské podstaty, ale i apriorní marnost jakékoli intelektuální revolty. Neodmyslitelným doplňkem jeho obrazů byla jejich dlouhé a anekdoticky pointové názvy narážející vtipně na hlubší filosofické poselství. V jeho tvorbě jitřivě vřel svár sebestředného intelektuála odmítajícího tupě kráčet s davem a konzumními masami a breughelovského venkovského křupana nesnášejícího žádnou výstřednost, povýšenost a odchylku. Jeho obrazy z let 1967–69 v mnoha směrech předjímaly ironický humor Papouškova filmu Ecce Homo Homolka (1969) a pohybovaly se i bez realistické doslovnosti v podobných souřadnicích jako jeho další film Hogo fogo Homolka (1970). Parodovaly čecháčkovský smysl pro prostřednost bažící ovšem i po nesmělých úletech do maloměšťáckého furiantství.
Vývoj jeho výtvarné poetiky šel od rané mlhavé subjektivity k období matematických symbolů a algebraické zkratky (obraz Předmět čiré radosti, 1967) ovlivněnému dobovým strukturalismem a Chomského generativní mluvnicí. Jakýsi pikareskní breighelovský populismus nastupuje rokem 1968 obrazy vystihující davové sociálno a humorné kolektivní scény trpasličích pidimužíků, kteří vyrůstají ze země jako houbovité čečulky na tenkém stonku, ale s rozkuráženou hlavičkou opouzdřenou dušičkou zpodobenou jako bublina, žárovka s vláknem nebo světecká svatozář (U koryta, 1968; Narodil se – počkáme, až povyroste, a pak mu stisknem krček, 1969). Vypjatý rozmáchlý egotismus vrcholí 1969 v cyklu Jeho (Františkovy) sny, kde se ústřední hrdina zhlíží v pózách válečné pompy (František je skvělý válečník), nadutého byrokrata (František je přísný zákonodárce) a blahosklonného národovce (František je velký vlastenec). Blahodárný vliv měla na jeho výtvarný růst spolupráce s kunsthistoriky Janem Křížem, Miroslavem Lamačem a Pavlem Zatloukalem.
Humoreskní naturel prosvítal i hrami „bezjevištního hledištního divadla“, kde se mezi diváky mísili herci oblečení jako bodří vesničané a provokovali je do akce inscenováním komických happeningů. Spolu s Pavlem Bělíčkem pracovali na avantgardní performanci Hra na Ježíše (1967), v níž se neuvědoměle promítla řada programových tendencí „totálního divadla“ Petera Handkeho a jeho průlomového kusu Publikumsbeschimpfung (1966). Jejich teoretická spolupráce tíhla k estetickému programu, pro nějž se později ujal termín proprealismus (le réalisme propre). Pod vlivem matematické lingvistiky Kratochvíl rozpracovával koncem 60. let projekt „tagmématiky“ a „kategorematiky“, který se opíral o průkopnické myšlenky Louise Hjelmsleva a Kennetha L. Pikea. Jeho výstupem byla studie Logické základy výtvarné teorie (1967), která pokoušela matematicky a logicky formalizovat základní pojmy teorie umění.